# Lycaena brunnescens
Lycaena brunnescens är en fjärilsart som beskrevs av Tutt 1906. Lycaena brunnescens ingår i släktet Lycaena och familjen juvelvingar. Inga underarter finns listade i Catalogue of Life.